# Fitzroy Crossing
Fitzroy Crossing – miasto w Australii, w stanie Australia Zachodnia.